# 이문경
이문경(李文京, 생몰년 미상)은 고려 후기 삼별초의 장군이었다. 《고려사》 및 《고려사절요》에는 이름이 등장하지 않고 《신증동국여지승람》 및 《여지도서》 등의 지리지에 이름이 등장한다. 
고려 원종 11년(1270년) 6월 삼별초가 고려 조정의 개경 환도 및 몽골과의 화의에 반대하며 강화도에서 봉기, 함대를 거느리고 진도로 내려와 그곳을 거점으로 한반도 서남해 연해 도서 및 육지부 공략에 나서는 가운데, 11월 3일 이문경이 이끄는 삼별초군이 제주도를 공략하였다. 당시 제주도는 개경의 고려 조정이 보낸 영암부사(靈巖副使) 김수(金須)와 장군 고여림(高汝霖)이 각기 2백 명과 7백 명의 군세를 거느리고 제주에서 환해장성을 쌓고 병기를 수리하는 등 방어에 주력하고 있었는데, 이문경의 군세는 제주 명월포에 상륙한 다음 동제원(東濟院)에 진을 치고, 송담천(松淡川)에서 고려 조정군과 교전하여 군사를 놓아 불을 지르며 공격하여 고려 조정군을 패배시키고, 제주는 삼별초가 장악하게 되었다. 승리를 거둔 이문경은 이후 조천포(朝天浦)에 웅거하였다.
진도가 여몽연합군에 의해 함락된 고려 원종 12년(1271년) 5월 이후 삼별초의 장군이었던 김통정(金通精)이 잔당을 거느리고 제주로 퇴각하고, 남해에서 또 다른 삼별초 장군 유존혁(劉存奕)이 80척 선단을 거느리고 제주로 합류하는 등, 여몽연합군에 포로가 되었거나 개인적으로 탈주한 자를 제외한 삼별초 인원 거의 전원이 제주에서 합류하였다. 그러나 진도가 함락되었을 때 이미 1만 명이 포로로 잡혔던 만큼 그 규모는 많이 축소되어 있었다.
김통정 등이 지휘하는 삼별초군이 진을 쳤던 항파두리성은 고려 원종 14년(1273년) 고려의 김방경과 몽골의 훈둔(忻都)이 이끄는 여몽연합군의 공격으로 함락되었고, 제주가 진압되면서 4년에 걸친 삼별초 항쟁은 막을 내렸다.